# Joan de Kidros
Joan de Kidros (Joannes Citrus) fou un bisbe grec, que va ser bisbe de Citrus (grec Kitro o Kidros, l'antiga Pidna) vers el 1200.
Fou l'autor de Ἀποκρίεσις πρὸς Κωνσταντῖνον Ἀρχιεπίσκοπον ?υρραχίου τὸν Καβάσιλαν, titulat en llatí Response ad Constantinum Cabasilum, Archiepiscopum Dyrrachii.